# Char tortue
Le char tortue (en russe : царь-мангал, Tsar Mangal) est une série de chars russes T-62, T-72 et T-80 modifiés déployés par les forces armées russes lors de l'invasion russe de l'Ukraine.

La caractéristique principale de cet engin est qu'il est recouvert d'un grand blindage externe, qui ressemble à une tortue, destiné à le protéger contre les attaques de drones suicides. Par ailleurs ils sont généralement équipés d'équipements de déminage et d'équipements de protection électronique.

## Origine du nom
Le « char tortue », qui est appelé côté ukrainien, « grange du tsar », (en ukrainien : Царь-сарай) où encore « Blyatmobile », un jeu de mots sur blyat et  Batmobile.
Du côté russe, il est appelé « Tsar Mangal » c'est-à-dire « barbecue du tsar » (en russe : Царь-мангал), dérivé de l'argot russe « mangal » , mais également « garage d'assaut » (en russe : штурмовых гаражей), pour armure à lattes anti-drones. Lorsqu'il est apparu pour la première fois, il a été qualifié de « nouveau char » et de « conquérant de Krasnohorivka » dans les médias russes.

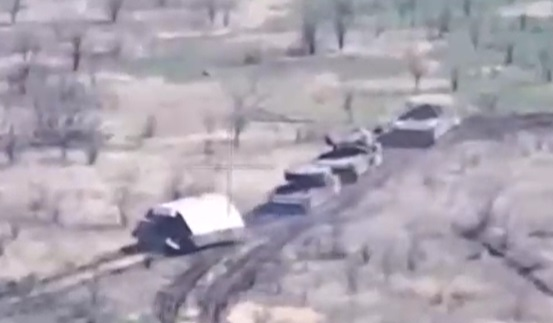
Char tortue à Krasnohorivka le 9 avril 2024
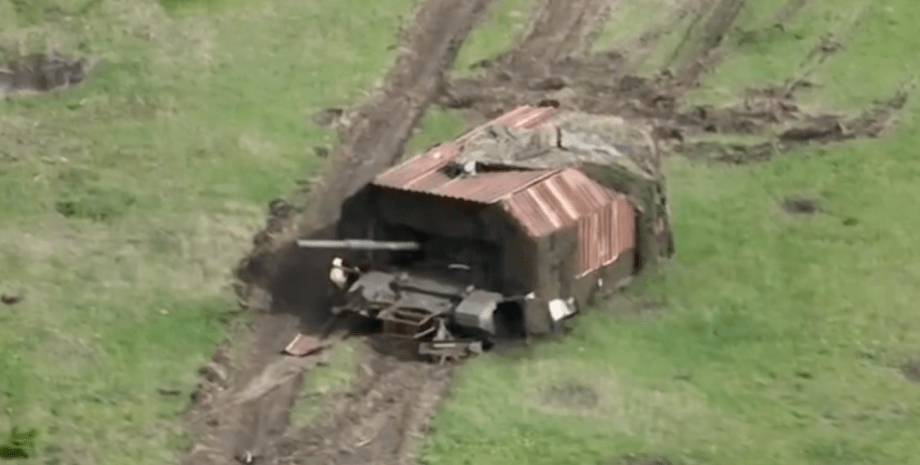
Char tortue détruit par les forces armées ukrainiennes le 27 mai 2024
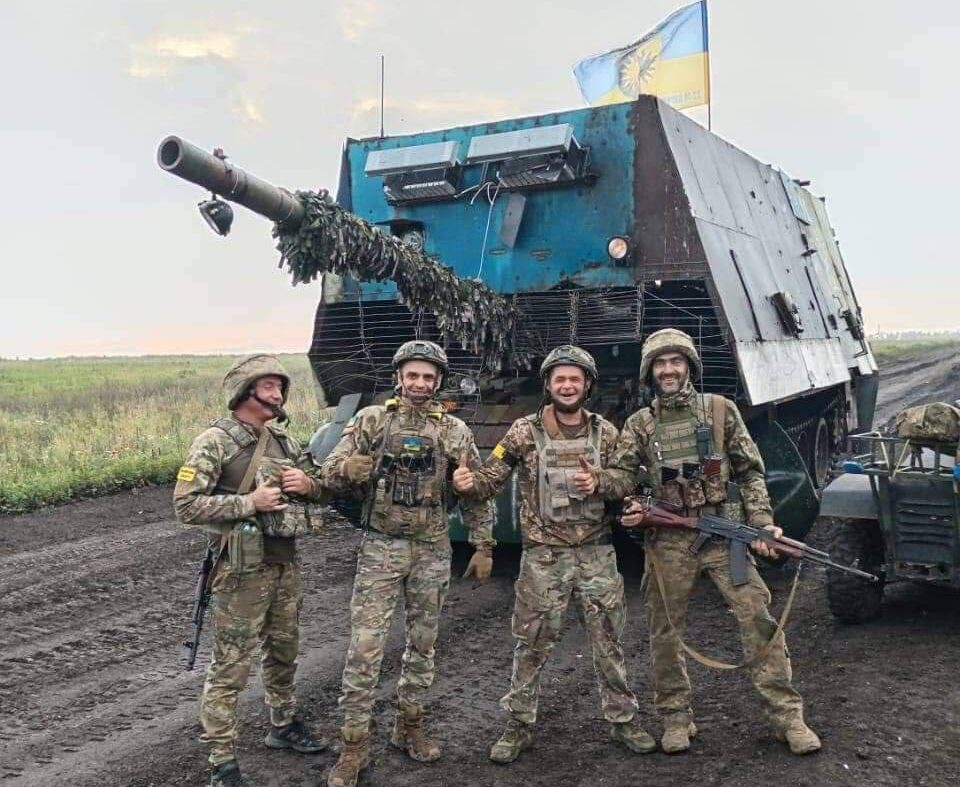
Char tortue capturé le 17 juin 2024

## Caractéristiques
Ce sont des chars disposant d'une carapace trapézoïdale couvrant le char.

### Efficacité
Le problème de cette technique est qu'elle ne fait pas preuve d'efficacité et qu'elle restreint l'angle de tir et de vision de l'équipage. Les images seules saisies dans les environs de Krasnohorivka, ne permettent pas de juger de la robustesse de ce char tortue.

## Historique
Avant l'invasion de l'Ukraine, l'ajout d’un blindage à lattes au sommet de la tourelle avait été effectué. Il s'agissait de contrer les attaques sur le toit des chars à l’aide de diverses armes antichars et de drones, c’est-à-dire des attaques par le haut. Au fur et à mesure que la guerre en Ukraine s'intensifiait, de nombreux essais pour obtenir plus de protection, ont été effectués, comme couvrir tout le char avec des cages grillagées et suspendre des chaînes aux « cages du poulailler ». Dans ce prolongement, l'ensemble du char a été recouvert de plaques de fer.
Depuis octobre 2023, environ six mois avant que le char tortue ne soit aperçu, l'aide militaire à l’Ukraine a été bloquée au Congrès américain. L'armée ukrainienne est alors contrainte de se procurer des drones FPV bon marché pour compenser la pénurie de missiles antichars tels que le FGM-148 Javelin et divers obus d'artillerie. En conséquence, le nombre d'attaques avec des drones FPV par l'armée ukrainienne s'est multiplié, et les unités militaires russes qui y sont confrontées ont cherché une parade rapidement.
A l'origine, les chars tortues étaient principalement exploités par la 5e brigade de fusiliers motorisés « Oplot » russe, mais la 90e division de chars de la Garde déployée dans la région d'Avdiivka a commencé à utiliser des chars tortues similaires. Le 7 mai 2024, la photo d'un char tortue construit par la 40e brigade d'infanterie de marine de la Garde est publiée sur les réseaux sociaux.
Le premier char tortue a été repéré le 9 avril à Krasnohorivka. Le véhicule était un char T-72 modifié, qui a mené l'attaque. En plus d’être recouvert d'une « grange », un engin de déminage KMT-7 (en) était monté à l'avant. Il en a déduit, que le but du véhicule était de percer les champs de mines posés par l'armée ukrainienne et d'ouvrir un passage pour les troupes. De plus, la « grange » était suffisamment grande pour qu'il soit possible d'embarquer de l'infanterie montée en cas d'assaut,.
Selon les rapports russes, le véhicule, connu localement sous le nom de « Ferdinand » (en russe : Фердинанд), était à l’origine un T-72 qui a connu une défaillance de la rotation de la tourelle en raison d'un coup. « Ferdinand » aurait été détruit par des bombardements après avoir été suivi par des drones de reconnaissance et d'observation ukrainiens.
Un deuxième char tortue a été aperçu vers le 15 avril. La « grange » était recouverte de tôles ondulées, et la perte totale de la capacité de rotation de la tourelle a conduit à la spéculation qu'il s’agissait d'une modification d'un char avec une tourelle défectueuse. Outre le matériel de déminage, des équipements de protection électronique ont également été installés. Comme la « grange » était complètement fermée, il était peu probable qu’elle ait été utilisée pour transporter de l'infanterie.
Depuis lors, des chars modifiés similaires ont été fréquemment repérés à divers endroits.
À la fin du mois d’avril, l'aide militaire américaine a repris. À partir du mois de mai environ, des rapports font état de la destruction de chars tortues par l'armée ukrainienne.
Le 17 juin, les soldats de la 22e brigade mécanisée ukrainienne ont saisi le premier char tortue. On pense que le prototype était le char T-62. ArmiaInform, un média en ligne du ministère ukrainien de la Défense, rapporte que cette prise a eu lieu près de Kramatorsk, à Klishchiivka. Le char tortue, qui a été attaqué par un drone a perdu sa direction. Les conducteurs tentaient de s'autodétruire en se tenant à l'intérieur du véhicule avec des grenades, mais finalement ils se sont rendus.